# Graphania rubescens
Graphania rubescens är en fjärilsart som beskrevs av Butler 1879. Graphania rubescens ingår i släktet Graphania och familjen nattflyn. Inga underarter finns listade i Catalogue of Life.